# Шаблонне графіті
Шаблонне графіті (англ. Stencil graffiti) — художня техніка, типова для стрит-арту. Для малювання використовують трафарети (інакше кажучи шаблони або матриці), вирізані зазвичай із картону або іншого твердого матеріалу. Під час малювання трафарет прокладають між поверхнею, на яку наносять малюнок, та джерелом фарби, після чого власне й наносять фарбу. Найчастіше в таких випадках використовують фарбу з аерозольних балончиків, хоча так само можна накладати фарбу пензлем або валиком. Цю техніку можна застосовувати як для простих одноколірних малюнків, так і для багатоколірних композицій. Для виконання останніх потрібно виготовити кілька трафаретів і точно розрахувати місця нанесення кожного кольору.  
Одним із найбільш відомих виконавців малюнків такого типу є британець Роберт Бенкс (Бенксі)
Окрім естетичної вартості, шаблони часто несуть смислове навантаження політичного або суспільного змісту.

## ІСТОРІЯ
Трафаретне графіті почалося в 1960-х роках.
Трафаретний силует жертви ядерної бомби французького художника Ернеста Піньон-Ернеста був намальований спреєм на півдні Франції в 1966 році (Плато д'Альбіон, Воклюз)
Голландський художник Хуго Каагман є однією з ключових фігур амстердамського панк-руху. Вивчаючи соціальну географію в муніципальному університеті міста, він зацікавився мистецькими напрямками, такими як Дадаїзм і Флюксус . Він почав створювати трафаретні графіті в 1978 році як частину панк-руху, спрямованого на демонстрації проти голландського уряду.
Перші трафарети Блека Ле Рата , намальовані спреєм, побачили в Парижі в 1981 році. На нього вплинули художники графіті Нью-Йорка, але він хотів створити щось власне.

Австралійський фотограф Ренні Елліс задокументував деякі з найперших прикладів трафаретного мистецтва, які з’явилися в Сіднеї та Мельбурні, у своїй книзі 1985 року The All New Australian Graffiti . У вступі до книги Елліс зазначив, що американський фотограф Чарльз Гейтвуд написав йому та надіслав фотографії подібних трафаретних графіті, які нещодавно з’явилися в Нью-Йорку , що спонукало Еліса до припущень, що:
...на відміну від наших графіті в стилі метро, які є не що інше, як копією усталеної нью-йоркської традиції, символи Австралії та Америки виникли окремо і невідомі один одному. 
З роками ця форма графіті стала світовою субкультурою. Члени пов’язані через Інтернет, а зображення, намальовані на міському полотні, вони розміщують по всьому світу. Багато його учасників спілкуються через блоги та веб-сайти, спеціально створені для демонстрації робіт, отримання відгуків про розміщені роботи та отримання новин про те, що відбувається у світі трафаретного графіті.
Трафаретні графіті є незаконними в деяких юрисдикціях, і багато представників цієї субкультури прикривають свої особи псевдонімами. Вгорі / Тавар Завацкі , Бенксі , Блек ле Рат , Вхілс , Шепард Фейрі та Джеф Аеросол – деякі імена, які є синонімами цієї субкультури. 